# Chiesa di Sant'Anna (Alcamo)
La chiesa di Sant'Anna (detta anche chiesa di Sant'Anna Cappuccini) è una chiesa cattolica presente nella città di Alcamo, in provincia di Trapani.
Tale chiesa si trova annessa all'ex convento dei padri cappuccini ed è proprietà del Fondo Edifici di Culto (FEC).

## Storia
L'edificazione della chiesa avvenne tra il 1630 e il 1634, mentre l'ex convento dei padri cappuccini che era ad essa annesso fu edificato tra il 1633 e il 1636. Entrambi vennero edificati per rispondere alla necessità dei padri cappuccini (che fino al 1566 si trovavano in un convento annesso ad una chiesa presso il cimitero dei Cappuccini) di avvicinarsi alla città.
Nel 1866, soppresso il Convento venne soppresso, e la Chiesa fu affidata a due ex cappuccini alcamesi, divenuti sacerdoti.
Al 1947 risale la nascita della parrocchia di Sant'Anna,
chiamata dagli alcamesi "Li Scappuccini".

## Descrizione e opere
La chiesa è a navata unica ed è provvista di un battistero e 7 cappelle, abbellite da affreschi dipinti da Leonardo Mirabile e Giovanni Dato, mentre gli affreschi presenti nella navata e nella volta sono stati eseguiti dai palermitani Eugenio Ligotti e Salvatore Gagliano.
Ecco le opere presentI:
- Il battistero, risalente al 1948, ospita un fonte battesimale in marmo abbellito da una scultura in marmo di un angelo, posto sulla sua sommità.[3]

- Sull'altare maggiore è collocato dal 1949 un gruppo di statue in legno di Sant'Anna con la giovane Madonna, della ditta Luigi Santifaller.[3]

Nelle cappelle a sinistra, partendo da quelle più vicine all'altare:
- Nella prima cappella: un gruppo scultoreo in legno rappresentante il Santissimo Crocifisso, San Giovanni e l'Addolorata. Le statue dell'Addolorata e di San Giovanni sono opera del trapanese fra Michele Valenza (1708-1790).[3]
- Nella seconda cappella (anticamente dedicata a Sant'Anna e con un dipinto della Visitazione): una rappresentazione in legno del Sacro Cuore di Gesù, scolpita da Giuseppe Stuflesser di Ortisei.[3]
- Nella terza cappella (anticamente dedicata alla Madonna della Purità): una statua in legno della Madonna di Lourdes, realizzate dalla ditta Luigi Santifaller.[3]

Nelle cappelle a destra, seguendo lo stesso ordine, si trovano:
- Nella prima cappella: un dipinto su tela attribuito a Fra Felice da Sambuca, raffigurante San Giuseppe, la Madonna e il Bambino, con ai piedi il Beato Bernardo da Corleone e Santa Rosalia.[3]
- Nella seconda cappella: un dipinto su tela del 1916 opera dell'alcamese Leonardo Mirabile, che raffigura Maria Santissima della Confusione.[6] Tale dipinto è una copia di un dipinto di Giuseppe Renda dedicato all'Addolorata, che si trovava nella chiesa di Santa Maria di Gesù, da dove fu trafugato nel 1979.[3]
- Nella terza cappella: una statua in legno raffigurante San Francesco, scolpita dall'alcamese Ludovico Mirabella (padre dello storico Francesco Maria Mirabella).[3]
- Nella nicchia vicino all'entrata: Ecce Homo, un bel dipinto di scuola fiamminga

Sono opera di Fra Felice da Sambuca anche le rappresentazioni delle 14 stazioni della Via Crucis, appese alle pareti della chiesa.
Nella sagrestia è presente una piccola statuetta in alabastro della Madonna di Trapani e un dipinto su tela dell'Invenzione di Maria Santissima dei Miracoli (opera di fra Felice da Sambuca), che probabilmente un tempo si trovavano entrambe nella cappella della Madonna della Purità, assieme a dei dipinti su tela dell'Ecce Homo (successivamente collocato a destra dell'entrata della chiesa) e di Sant'Anna.
All'interno dell'ex convento si trovano inoltre alcuni dipinti su tela che erano sistemati fino al 1884 in una cappella della chiesa, che raffigurano il Tradimento di Giuda, la Cattura di Gesù e la Vergine col Bambino dormiente.

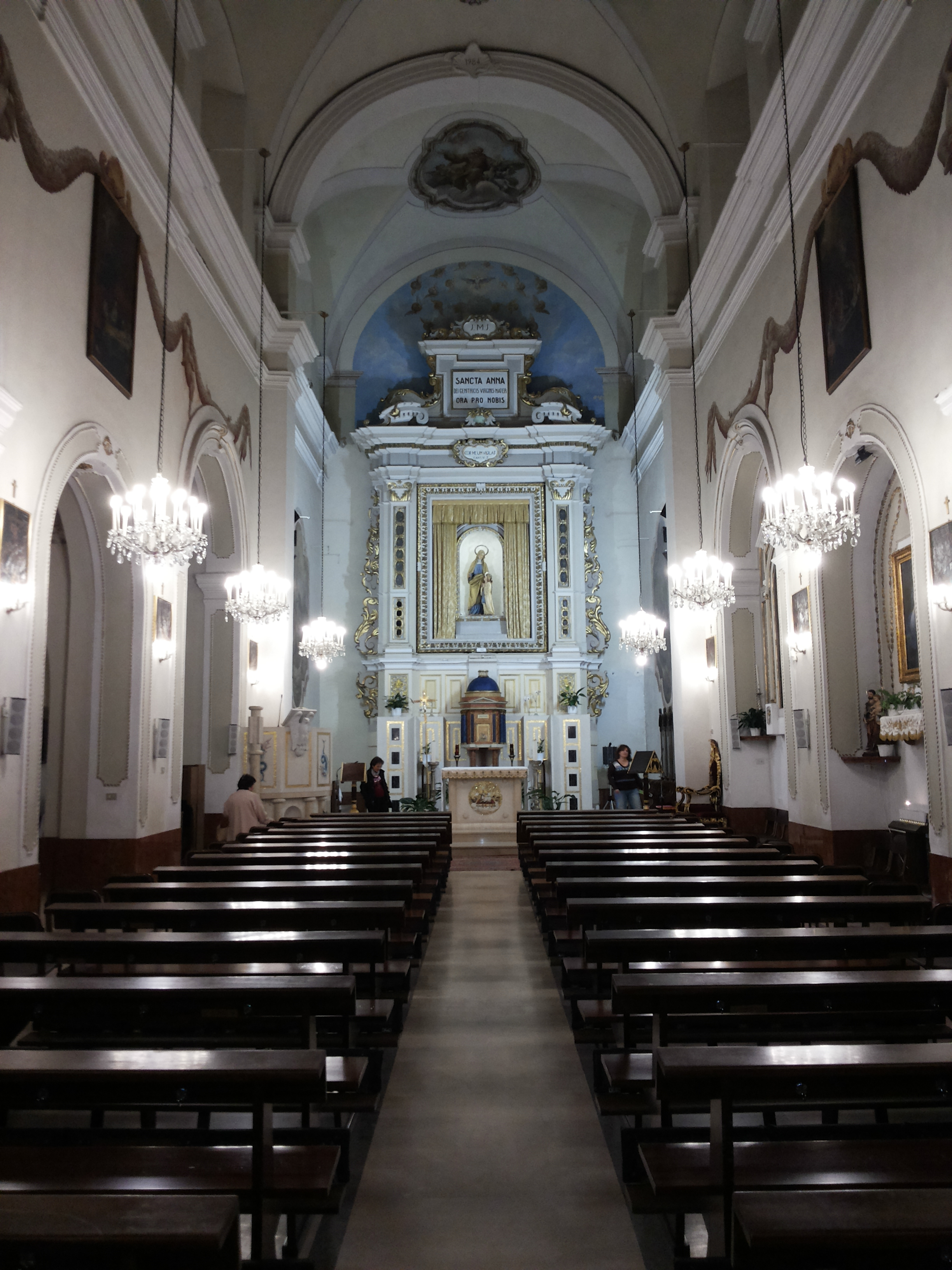
Interno della chiesa
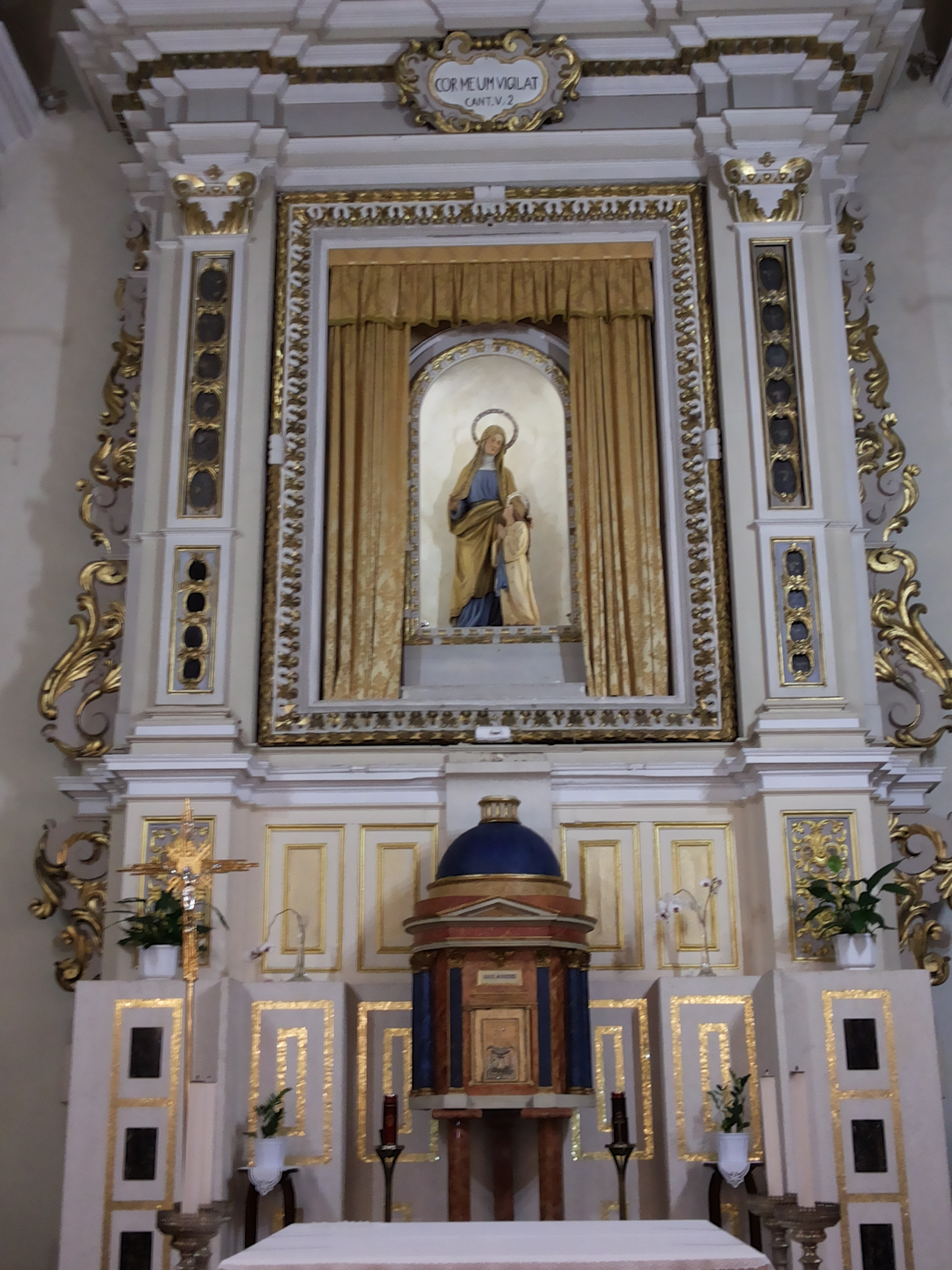
Altare principale
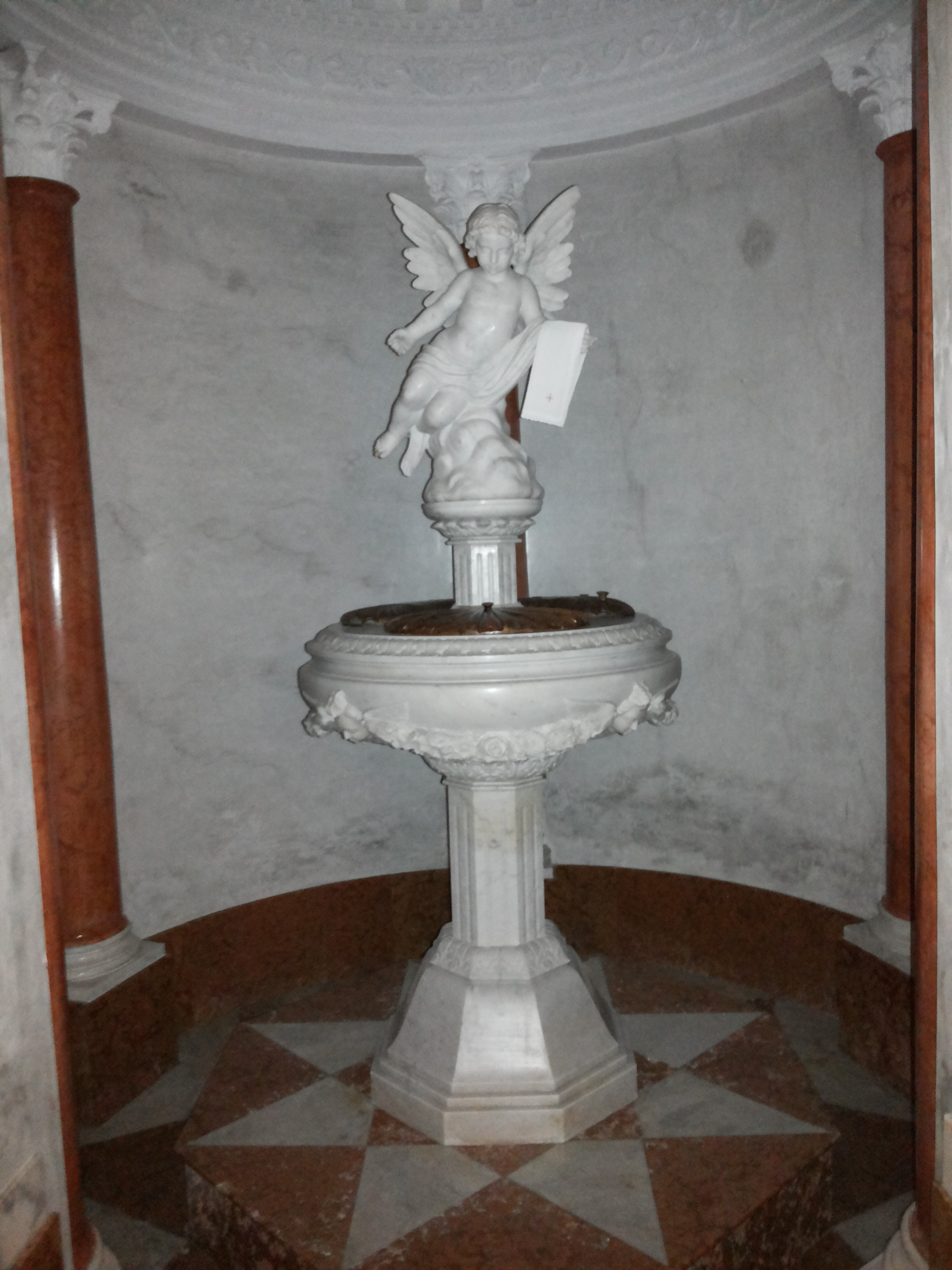
Battistero
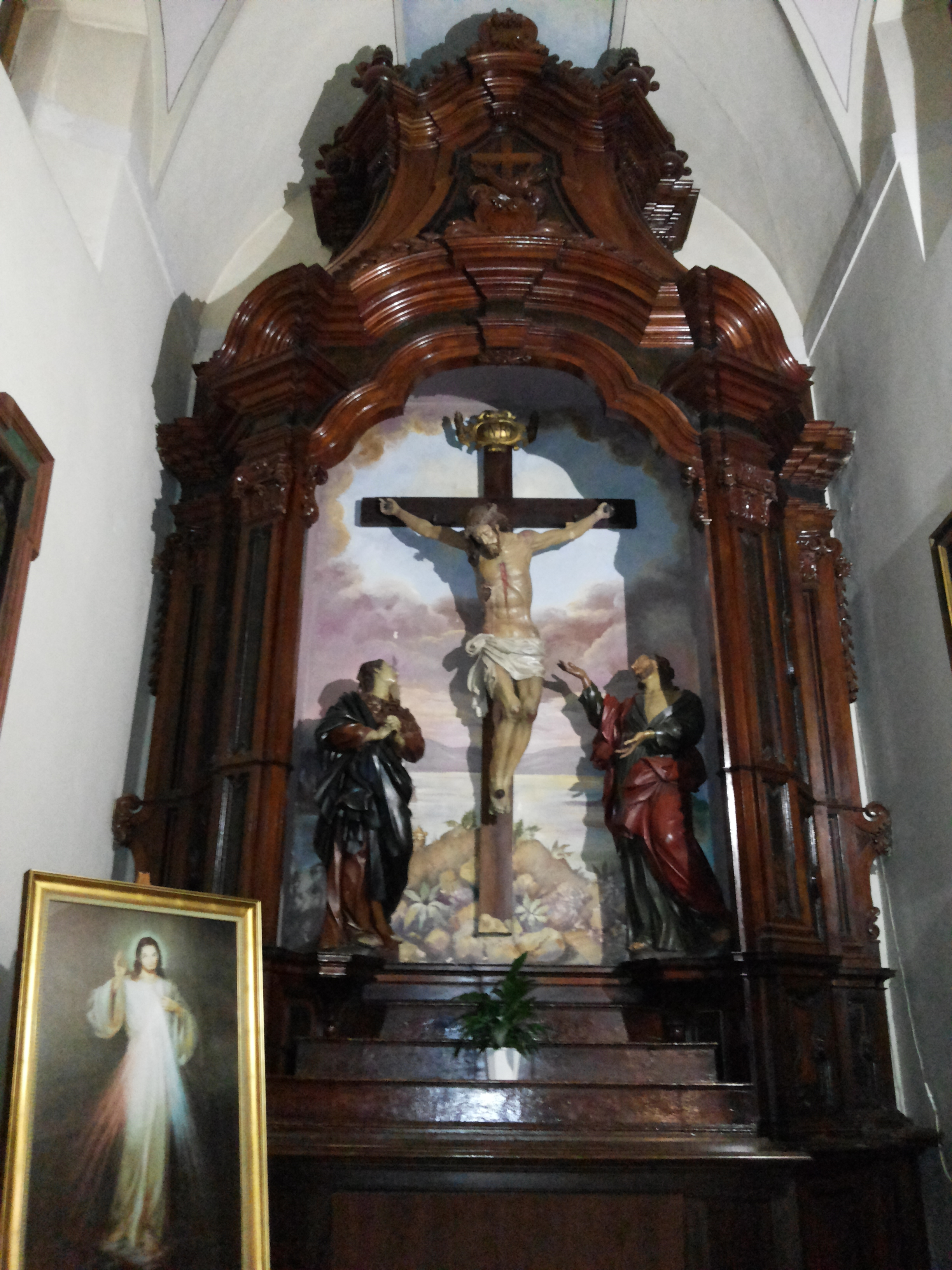
Il gruppo ligneo della Crocifissione
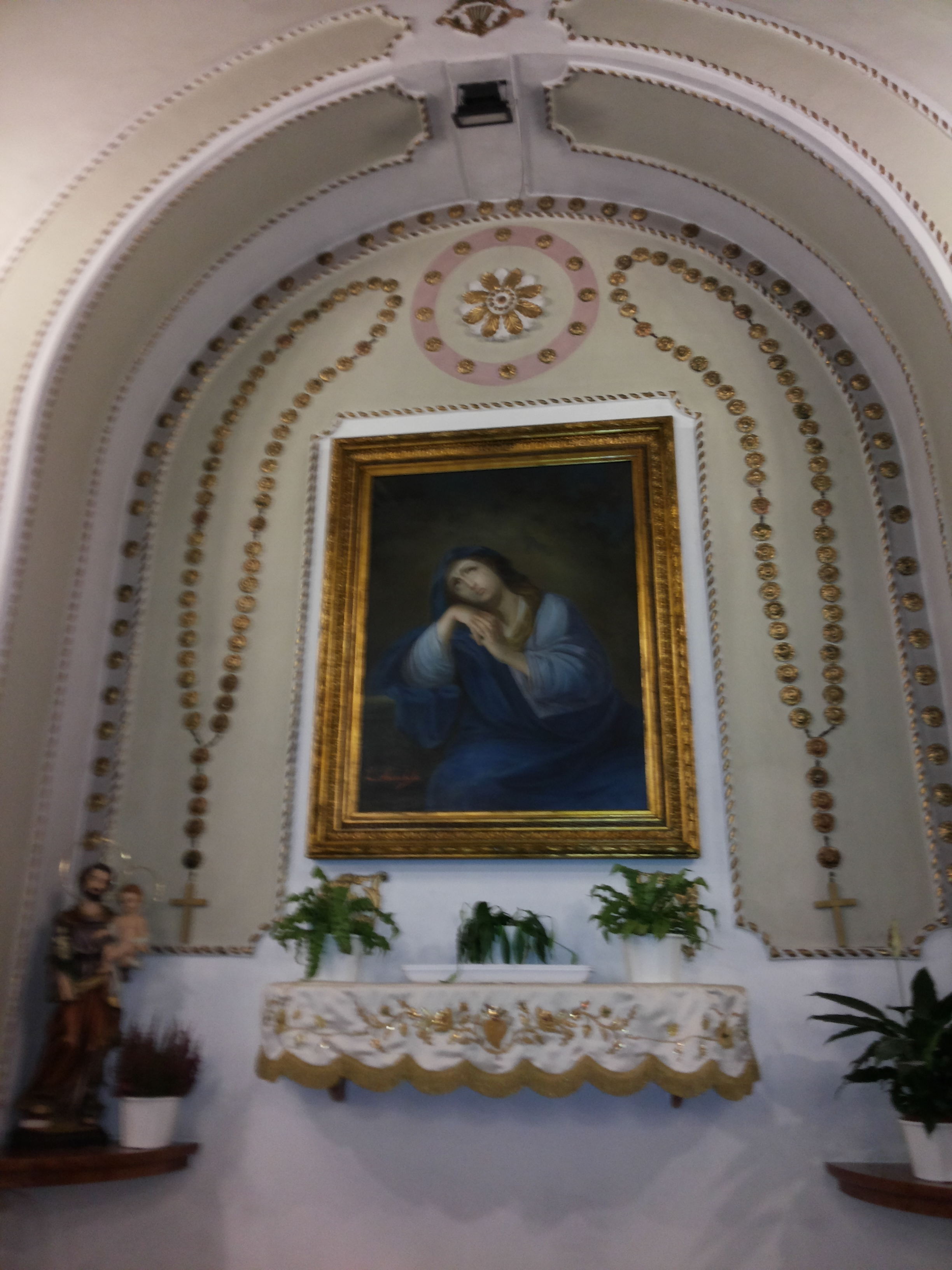
Dipinto della Madonna della Confusione
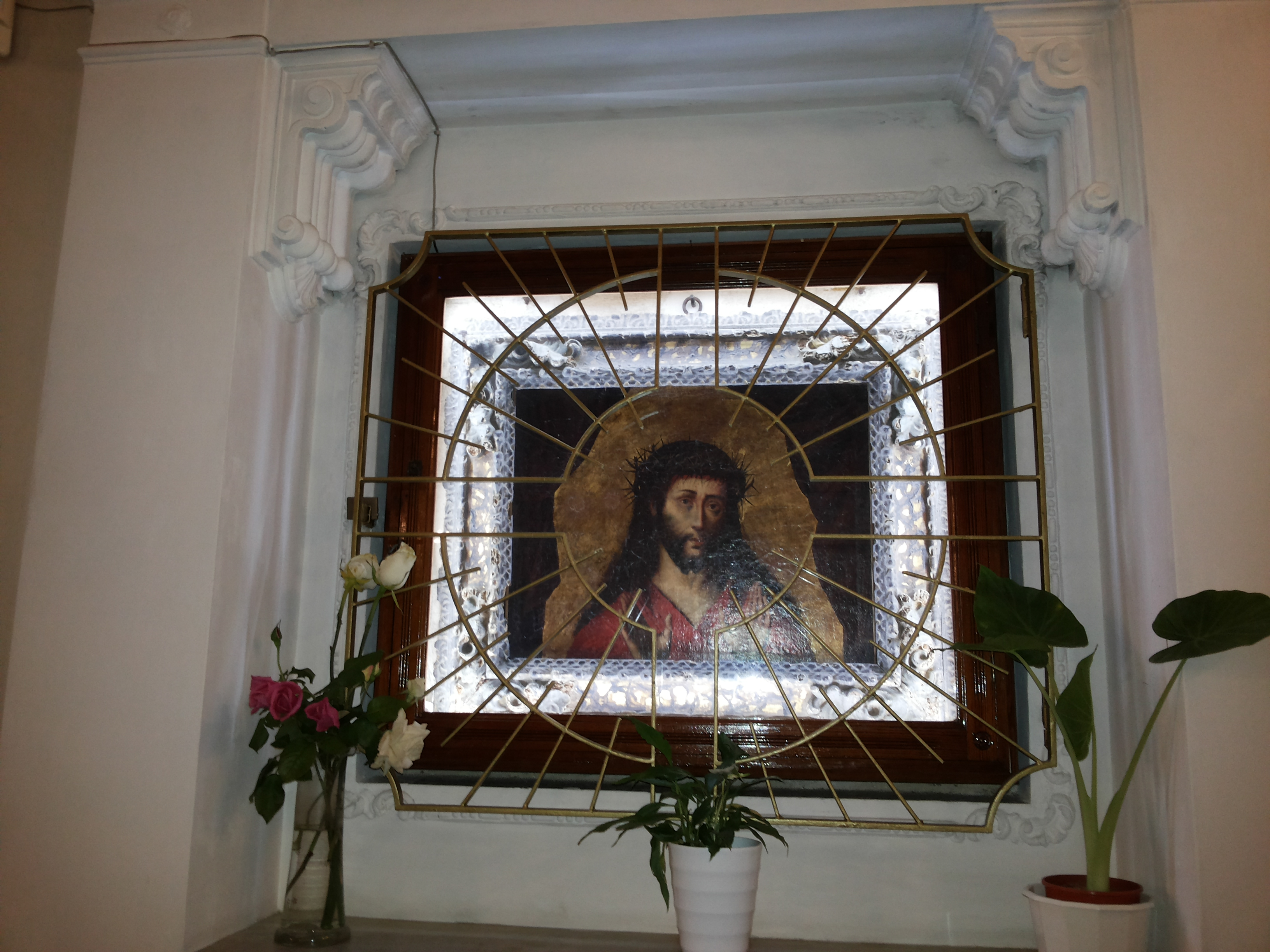
Dipinto dell'Ecce Homo